# يمنى طريف الخولي
يمنى طريف الخولي (مواليد 31 أغسطس 1955) أستاذ فلسفة العلوم ورئيس قسم الفلسفة بكلية الآداب بجامعة القاهرة. أسهمت في نشر الثقافة العلمية وأصول التفكير العلمي والعقلاني بالعشرات من المقالات والبرامج التلفزيونية والمحاضرات العامة. وحصلت على جائزة الشيخ حمد للترجمة والتفاهم الدولي عام 2023م. مثَّلت مصر وشاركت بأبحاثها في العديد من المؤتمرات الدولية في عدد من الدول العربية واليابان وماليزيا والولايات المتحدة الأمريكية. عملت زميل زائر في مركز الأبحاث الدولي للدراسات اليابانية في كيوتو، وساهمت في إنشاء قسم الفلسفة في جامعة أحمدو بيلو في نيجيريا؛ ثاني أكبر جامعة في أفريقيا بعد جامعة القاهرة، وقد بدأت الدراسة فيه عام 2014. زارت جامعة آيوا وهيوستن وهاواي في الولايات المتحدة الأمريكية، وجامعة دمشقفي سوريا والعين في الإمارات العربية.

## العائلة والنشأة
وُلدت يمنى طريف أمين الخولي في أواخر أغسطس عام 1955م لأسرة مهتمة بالعلم والثقافة، وقضت جزء من طفولتها في إنجلترا. حصلت على معارفها الأولى من مكتبة والدها الذي علّمها، كما ذكرت في مقدمة كتابها «أمين الخولي والأبعاد الفلسفية للتجديد»، «كيف تقتنص رحيق الحياة وآفاق الثراء الباذخ من صفحات الكتب». تناولت في الكتاب معالم فكر جدها، الذي تميز بمنهجيته العقلانية وكان من رواد الإصلاح الإسلامي والجيل الأول من أساتذة جامعة فؤاد الأول.

## مؤهلاتها العلمية
- الليسانس الممتازة بمرتبة الشرف من قسم الفلسفة، كلية الآداب، جامعة القاهرة، عام 1977.
- الماجستير في الفلسفة عن موضوع فلسفة العلوم عند كارل بوبر:نظرية في تمييز المعرفة العلمية ، تحت إشراف أ.د.أميرة حلمي مطر، جامعة القاهرة، عام 1981.
- دكتوراه بمرتبة الشرف الأولى عن موضوع مبدأ اللاحتمية في العلم المعاصر ومشكلة الحرية إشراف أ.د. أميرة حلمي مطر، جامعة القاهرة، عام 1985.

## التدرج الوظيفي
- معيدة بقسم الفلسفة، كلية الآداب، جامعة القاهرة عام 1977.
- مدرسة مساعدة الفلسفة، كلية الآداب، جامعة القاهرة عام 1981.
- مدرسة الفلسفة، كلية الآداب، جامعة القاهرة عام 1985.
- أستاذة مساعدة اعتبارًا من 23 أكتوبر 1991.
- أستاذة اعتبارًا من 30 يوليو 1999.

## الهيئات التي تنتمي إليها
- عضوة لجنة التاريخ وفلسفة العلوم بأكاديمية البحث العلمي.
- عضوة مجلس إدارة الجمعية الفلسفية المصرية.
- عضوة الجمعية المصرية لتاريخ العلوم.
- عضوة مجلس إدارة مركز أبحاث وتطوير التمريض.
- عضوة لجنة الفلسفة بالمجلس الأعلى للثقافة.

## المؤتمرات التي شاركت فيها
شاركت في العديد من المؤتمرات منها:
- المؤتمر الدولي الثالث للحضارة الأندلسية بجامعة القاهرة، عام 1992.
- مؤتمر الفلسفة الدولي الأول بجامعة الكويت، عام 2001.
- مؤتمر المرأة العربية والإبداع بالقاهرة، المجلس الأعلى للثقافة، عام 2002.

## أعمالها
لها العديد من المؤلفات والترجمات وكتب ودراسات منشورة ومنها:
- الحرية الإنسانية والعلم: مشكلة فلسفية، 1990.
- الطبيعيات في علم الكلام: من الماضي إلى الحاضر، 1995، ط2 1998.
- بحوث في تاريخ العلوم عند العرب، 1998.
- الزمان في الفلسفة والعلم، 1999.
- أمين الخولي والأبعاد الفلسفية للتجديد، القاهرة، عام 2000.
- فلسفة العلم في القرن العشرين: الأصول الحصاد الآفاق المستقبلية، سلسلة عالم المعرفة، 2000.
- العلم والاغتراب والحرية: مقال في فلسفة العلم من الحتمية إلى اللاحتمية، القاهرة، 2000.
- مشكلة العلوم الإنسانية، ط1 1990، ط5 2002.
- الثورة العلمية من منظور معرفي، القاهرة، عام 2003.
- فلسفة كارل بوبر: منهج العلم، منطق العلم، القاهرة، ط1 1989، ط2 2003.
- أسطورة الإطار: في دفاع عن العلم والعقلانية، تأليف: كارل بوبر، (ترجمة)، سلسلة عالم المعرفة، الكويت، 2003.
- أنثوية العلم: العلم من منظور الفلسفة النسوية، تأليف: ليندا جين شيفرد، سلسلة عالم المعرفة، الكويت، 2004.
- الوجودية الدينية: دراسة في فلسفة باول تيليش، القاهرة، ط1 1998، ط3 2007.
- ركائز في فلسفة السياسة، 2008.
- نقض مركزية المركز: الفلسفة من أجل عالم كتعدد الثقافات بعد - استعماري ونسوي، تحرير: أوما ناريان، ساندرا هاردينغ، سلسلة عالم المعرفة، الكويت، 2012.
- نحو منهجية علمية إسلامية: توطين العلم في ثقافتنا. 2017م.[4]
- توطين المنهجية العلمية: مقاربات فلسفية تاريخية و مستقبلية. 2018م.[5]
- الإسلام والمواطنة الليبرالية بحثاً عن إجماع متشابك، تأليف: أندرو ف. مارش. 2022م.

## الجوائز والأوسمة
- جائزة الشيخ مصطفى عبد الرازق من جامعة القاهرة، عام 1981 [6]
- جائزة الدكتور زكي نجيب محمود للتفوق العلمي عن رسالتي الماجستير والدكتوراه عامي 1985 ،1981 [6]
- جائزة مؤسسة عبد الحميد شومان للعلماء العرب الشبان في مجال العلوم الإنسانية، عام 1990
- شهادة تقدير من رئيس الجمهورية لأفضل كتاب صدر، عام 1999
- ميدالية كلية العلوم الإنسانية والاجتماعية من جامعة الإمارات العربية المتحدة، عام 2002.[7]
- جائزة جامعة القاهرة التقديرية في مجال العلوم الإنسانية، 2016.[7]
- جائزة الشيخ حمد للترجمة والتفاهم الدولي في الترجمة من اللغة الإنجليزية إلى اللغة العربية (المركز الثالث مكرر) عام 2023م، وذلك عن ترجمتها لكتاب "الإسلام والمواطنة الليبرالية بحثاً عن إجماع متشابك" لأندرو ف. مارش.[2]

## روابط خارجية
- عالم المعرفة عدد 350
- مؤسسة هنداوي -كتب يمنى الخولي